# エンジェルズ・フライト (小説)
エンジェルズ・フライト(原題：Angels Flight)は、アメリカのミステリー作家マイクル・コネリーによる8番目の小説であり、ロサンゼルスの刑事ハリー・ボッシュを主人公とする6番目の小説である。
ロス市警による不当な捜査を糾弾して名を馳せている人権弁護士がケーブルカーの車内で殺害された事件と、その弁護士が担当していた裁判の事件を、ボッシュと内務監査課の合同チームが捜査するストーリーを描いている。
日本では当初（2001年）『堕天使は地獄へ飛ぶ』のタイトルで出版されたが、2006年の文庫化とともに改題された。

## あらすじ
ある日の夜中にボッシュはロス市警副本部長のアーヴィングから呼び出される。市内にあるケーブルカー、エンジェルズ・フライトの車内で男女二人が死体で発見されたのである。そのうち男性の方はハワード・エライアスというアフリカ系アメリカ人の人権弁護士であり、主に黒人の市民の側に立ってロス市警の横暴を暴く裁判を専ら生業とすることで名を馳せていた。この日も二日後に裁判を控えていたはずだった。現場に最初にかけつけたのは市警の強盗殺人課(RHD)であったが、彼らは裁判の被告側関係者であったため、アーヴィングはボッシュのチーム（ボッシュ、エドガー、ライダーのトリオ）に捜査を命じる。
死体発見者であるケーブルカーの駅員によれば、被害者は二人ともこのケーブルカーの常連であるとのことだった。エライアスはケーブルカーの頂上駅の近くに別宅を持っており、裁判期間中はそこで寝泊まりしているのが習慣であった。一方女性被害者の方はこの近くの家に掃除婦として通っており、たまたま事件に居合わせて巻き添えを食ったのではないかと思われた。
ボッシュらが捜査を進めると、エライアスは事件当夜マイクル・ハリスとオフィスを出ていたことが判明する。ハリスは二日後の裁判の原告であり、12歳の少女ステイシー・キンケイドの誘拐殺人犯として逮捕された際に拷問を受けたとして市警を告訴していた。ステイシー・キンケイドは地元有力者の息子サム・キンケイドの継娘であったため、この誘拐事件は発生当時世間で耳目を集めていた。ステイシーが誘拐された部屋にあった教科書にハリスの指紋があったことでハリスが逮捕され、その後彼の自宅近くでステイシーの死体が発見されたことから警察はハリスを起訴したが、刑事裁判では無罪判決となり、逆にハリスが民事訴訟を起こしたのである。事件を捜査したのがRHD時代の相棒フランキー・シーアンだったこともあり、ボッシュは拷問は無かったしハリスが真犯人だろうと確信していた。
ロス市警は監察官の民間人カーラ・エントリンキンに捜査を監察させることを決めるが、ボッシュは彼女がエライアスと愛人関係にあったことを突き止めると同時にエライアス殺人は女性の犯行ではないと判断し、彼女と捜査情報を共有する協力関係を結ぶ。アーヴィングは捜査にFBIの協力を得ること、ボッシュの捜査に内務監査課(IAD)のチャステインたちを参加させることなどを決め、ボッシュは困惑しつつも彼らの協力を得て捜査を進める。
捜査が進むと、エライアスは来たる裁判での勝利を確信しており、ハリスの無実どころか真犯人が誰かも知っていたらしいことが分かり、その真犯人に殺されてしまったのではないかとボッシュは考える。エライアスのもとには何かを示唆する数通の手紙が残されており、それが何を意味するのかに頭を悩ませる。
ロサンゼルスの街は、数年前の暴動以降も人種間対立がくすぶっており、エライアスという天使が殺害されたことで再び不穏なムードが高まる。
ボッシュがかつての相棒シーアンにキンケイド事件のことを尋ねると、彼は今でもハリスが犯人であると確信しているものの、拷問については実際にあったことを認め、ボッシュは自分の確信にバイアスがかかっていたことを知ってショックを受ける。
ボッシュの妻エレノアが最近無断で外泊することが増え、ボッシュはこの操作の間、しばしばエレノアの行方を心配する。ある日彼女と話すと、彼女はボッシュへの愛が彼の愛ほどではないと感じ、その隙間を埋めるためにまたポーカーにのめり込んでいることを認める。そしてついにはボッシュに別居を宣言して出ていってしまい、ここでもボッシュは大きなショックを受ける。
ボッシュたちはエライアス殺害につながると見られるキンケイド事件を捜査し、ついにはエライアスがつかんだ証拠にたどり着き、ハリスの無実を証明する。エライアスに送られていた数通の手紙は、それらの証拠を誰かがエライアスに示唆するものであった。ボッシュはハリスの無実をシーアンにも伝えるが、シーアンは大きなショックを受け、その後拳銃自殺してしまう。
一方、エライアスに届いていた手紙から、小児性愛者のウェブサイトにたどり着いたボッシュらは、そこにステイシーの写真も掲載されていることを見つけ、義父のサム・キンケイドが継娘を虐待していたことを悟る。ボッシュはキンケイド夫妻へのヒアリングの過程で妻ケイトが夫の虐待に気づいてエライアスに手紙を送っていたことを見抜き、ケイトと二人で会った時にそのことを指摘すると、彼女はそれを認め、前夜に夫を問い詰めて罪を認めさせたと告白する。ボッシュは急いで夫を逮捕させる手配をするが、夫は自宅で射殺死体で発見され、ケイトもボッシュが目を離した隙に自殺してしまう。
残った謎であるエライアス殺人について、弾丸の条痕検査からシーアンの拳銃が凶器であると判明し、ボッシュはさらに落胆するが、エントリンキンの示唆によりハリスの裁判用資料を読み直したところ、IADチャステイン刑事の挙動に不審なところが見つかり、そこから彼がシーアンに罪を着せていたことが判明する。ボッシュは彼がしまいにはシーアンを自殺に見せかけて殺害したと判断し、彼を逮捕して警察署に護送しようとするが、街でエスカレートしていた暴動に巻き込まれ、ボッシュは辛くも逃れたものの、チャステインは暴徒に捕まってリンチされて殺されてしまう。

## 登場人物
- ハリー・ボッシュ：ハリウッド署刑事
- ジェリー・エドガー：ボッシュの相棒
- キズミン・ライダー：ボッシュの相棒
- エレノア・ウィッシュ：ボッシュの妻、元FBI捜査官
- アーヴィン・アーヴィング：ロサンゼルス市警副本部長
- ジョン・ガーウッド：ロサンゼルス市警強盗殺人課警部、ボッシュの元上司
- フランキー・シーアン：ロサンゼルス市警強盗殺人課刑事、ボッシュの元相棒
- ハワード・エライアス：人権弁護士、殺人事件の被害者
- カーラ・エントリンキン：ロサンゼルス市警特別監察官、弁護士
- ジョン・チャステイン：ロサンゼルス市警内務監査課刑事
- ステイシー・キンケイド：誘拐殺人事件の被害者
- マイクル・ハリス：誘拐殺人事件の容疑者
- サム・キンケイド：ステイシーの父親
- ケイト・キンケイド：ステイシーの母親

## 製作

### 小篇「1965」
マイクル・コナリーのホームページでは、本作の執筆途中に書かれた小篇「1965」が公開されている。この小篇ではボッシュがティーンエイジャーだったころに養父の人種的偏見に触れたことや、ダンスパーティーにアフリカ系のクラスメイトを連れて行こうとして養父と衝突した体験が描かれている。この小篇についてコナリーは、「本作（エンジェル・フライト）はミステリー小説であると同時に、ロサンゼルスの人種的緊張に関するちょっとした瞑想・反芻のようなものでもあります。書いているうちに、ハリーが人種差別や人種関係について観察していることがわかり、彼がどこから来て、どのようにしてそのような結論を出すのかがわかると良いだろうと思うようになったのです。そこで、この本の執筆を中断して、ハリーが初めて重大な人種差別に遭遇する物語を書くことにしました。」と述べている。

### 映像化
テレビドラマ『BOSCH/ボッシュ』の第4シーズンは、本書のストーリーを元に作られており、人権弁護士ハワード・エライアスがエンジェルズ・フライトの中で射殺死体で発見されることや、彼がキンケイド少女誘拐殺害事件の容疑者マイクル・ハリスの取り調べにおける警察の拷問を糾弾する裁判を行おうとしていたことなどの基本的なアイディアが踏襲されているが、キンケイド事件についてはほとんど触れられておらず、その他に原作と異なる点も数多くある。主だったところでは、エライアスを殺害した犯人とその動機、ボッシュの相棒がエドガーとライダーではなくロバートソンとピアースであり、マイクル・ハリスを拷問していた刑事と元相棒だったのはボッシュではなくロバートソンであったこと、ボッシュチームと共同捜査するIADメンバーがシュナイダーとリンカーンという2名の女性刑事であったことなどである。
ドラマは実際にロサンゼルスのエンジェルズ・フライトで撮影が行われており、その映像は第4シーズン以降のオープニング・シーケンスにも使用されている。原作では、エライアスが事務所を構えていたブラッドベリ・ビルディングについて「ダウンタウンの寸足らずの宝石だった。建てられたのは一世紀以上前で、その美しさは古びてはいるものの、（略）ほかのビルよりもずっと輝き、ずっと耐久性を有していた。（略）この街にここより美しい建物はほかにない、とボッシュは信じていた」と表現されているが、ドラマでもこの建物が撮影に使用されており、錬鉄製のエレベーターや美しいアトリウムが垣間見える。

## 受賞歴
- 1999年CWA賞ゴールド・ダガーノミネート
- 2000年バリー賞長編賞ノミネート
- 2000年イタリア・バンカレッラ賞（英語版）受賞
- 2001年ドイツ・ミステリ大賞翻訳作品部門第2位